# These Things
"These Things" é uma música da banda americana de rock She Wants Revenge. Foi lançada como o seu single de estreia e o primeiro single do seu álbum de estúdio autointitulado em 25 de outubro de 2005. Na parada Alternative Airplay, "These Things" alcançou a posição número 22.

## Vídeos musicais
A banda produziu dois videoclipes para "These Things". Um dos vídeos intercala capturas de tela de várias mulheres jovens e belas em poses sedutoras e de êxtase, com cenas de Adam tocando piano e Justin cantando. O outro vídeo conta com a participação de Shirley Manson, vocalista da banda Garbage, e começa com Adam e Justin caminhando por uma rua da cidade à noite. De repente, um terceiro homem ataca Justin enquanto ele passa pelos dois, mas Adam o afasta. Uma mulher que presencia a cena, interpretada por Manson, consola Justin, ajudando-o a se levantar, e ela e Adam o levam até um carro. O vídeo termina com o agressor de Justin lavando as mãos num banheiro e olhando para cima, ao perceber Manson parada atrás dele.

## Lista de faixas
1. "These Things [Radio Edit]" – 3:17
2. "Tear You Apart" – 4:45
3. "Spend the Night" – 4:22
4. "Black Liner Run" – 4:52

## Paradas
| Parada (2006)                       | Posição máxima | Ref.  |
| ----------------------------------- | -------------- | ----- |
| EUA Alternative Airplay (Billboard) | 22             | [ 1 ] |